# 3/24
El 3/24 (llegit: tres vint-i-quatre) és un canal de Televisió de Catalunya dedicat íntegrament a la informació. Va començar a emetre l'11 de setembre del 2003 com una iniciativa per desenvolupar la televisió digital terrestre (TDT), encara que al principi emetia simultàniament a través de la televisió analògica convencional.
Els presentadors són els següents: Carles Costa, Jordi Eroles, Bàrbara Arqué, Esteve Soler, Josep M. Soro, Judith Antequera, Joan Torruella, Lídia Prádanos, Xavier Graset (Més 324), Agustí Esteve (Acció Política), Xesco Reverter (Món), Gemma Puig (Méteo), Jofre Janué (Méteo), Enric Agud (Méteo), Pere Bosch (Esports), Jaume Pinyol (Esports), Xavier Bonastre (Esports), Arcadi Alibés (Esports), Mariona Bassa (Informatiu Comarques), Montse Jené (L'entrevista) i Ares Riu (informatiu en aranès). Els directors que ha tingut el 3/24 són Esther Fernández (2003 – 2004), Jordi Ferrerons (2004 – 2006), Manuel Raya (2006 – 2012), Guillem Roig (2012-2015) i Agustí Esteve (Des de 2015).

## Història
El 3/24 va néixer l'11 de setembre de 2003, amb la benvinguda de Núria Solé als telespectadors en nom del canal. Des del 5 d'octubre de 2009, després del Telenotícies Migdia, s'hi emet una roda informativa en aranès per tot Catalunya, presentada per Ares Riu, que s'ha transformat en segona edició diària, ja que, des del 5 de juny de 2023, s'emet una altra edició matinal a les 11:45 h d'una durada d'un quart d'hora. A més, s'inclou publicitat en aranès.
Ha estat el primer canal informatiu de l'estat espanyol en emetre les 24 hores en format 16:9, des del dimarts 2 de febrer del 2010. Des del 10 de gener de 2011 ofereix l'emissió en directe del Telenotícies vespre amb traducció simultània a la llengua de signes catalana. El 2013 va fer 10 anys.
El mes d'abril de 2015, conjuntament amb el canal 33 i el Canal Super3, va deixar d'emetre a les Illes Balears a conseqüència de la reordenació de l'espai radioelèctric. Aquesta decisió del Govern de les Illes Balears fou molt controvertida per l'existència d'alternatives tècniques que haurien fet possible la continuïtat de la seva recepció.
El 17 de desembre de 2015, va tornar el senyal del canal 3/24, juntament amb el senyal del Canal Super3 i el Canal 33 a les Illes Balears, ja que el nou Govern Balear de Francina Armengol, va prometre el retorn de les emissions, formulant la solució tècnica d'adaptar el multiplex autonòmic del canal 26, comprimint i optimitzant estadísticament el senyal de la resta de canals, sense minvar la qualitat del senyal d'alta definició d'IB3 (televisió pública balear). El fet del retorn del senyal ha comportat un augment de l'oferta pública de canals en llengua pròpia a les Illes Balears.
Durant el confinament de la primavera de 2020, el canal 3/24 va compartir les seves emissions amb les de TV3 tot el dia.
L'octubre del 2024 s'anuncia que durant el primer trimestre de 2025 canviarà de nom a 3CatInfo, marca que compartirà amb l'emissora de ràdio Catalunya Informació i una nova plataforma de notícies a internet, com a part de la renovació dels serveis informatius de la CCMA.

### Logotips
| Primer logo             | Logo actual  |
| Des de 2003 fins a 2014 | Des del 2014 |
| ----------------------- | ------------ |

## Continguts
L'objectiu del canal 3/24 és emetre informació en directe i programes informatius d'actualitat. Conjuntament amb TV3, emet els informatius Telenotícies migdia i Telenotícies vespre. La fórmula són informatius d'una hora que inclouen informació meteorològica, esports i trànsit (a primera hora del matí), a més de connexions amb la Borsa de Barcelona. El butlletí informatiu que s'emet a les 20:15 fins a les 20:30 i el de les 00:05 fins a les 00:30 es dedica exclusivament als esports. De les 08:00h fins a les 10:15h pel 3/24 s'emet els programa Els matins, igual que a TV3.

## Audiència
El mes d'abril del 2009 va tenir una audiència acumulada mensual de 3.505.038 espectadors i 769.439 diaris, convertint-se en el cinquè més consecutiu superant els tres milions d'espectadors. Les dades mostraven el desenvolupament de la TDT afectava positivament el 3/24, on la diferència entre els espectadors que miraven el canal per TDT i els que ho fan per analògic era de 467.000 per 283.000.
El juny del 2009 els números d'espectadors diaris pujava als 960.000. I el juliol del 2012, coincidint amb els incendis a l'Alt Empordà d'aquell any, va arribar a 4.482.000 espectadors acumulats al mes i 969.000 espectadors diaris.
| Any  | Gener | Febrer | Març | Abril | Maig | Juny  | Juliol | Agost | Setembre | Octubre | Novembre | Desembre | Mitjana anual |
| ---- | ----- | ------ | ---- | ----- | ---- | ----- | ------ | ----- | -------- | ------- | -------- | -------- | ------------- |
| 2007 | -     | -      | -    | -     | -    | -     | -      | -     | -        | -       | -        | -        | 0,5%          |
| 2008 | -     | -      | -    | -     | -    | -     | -      | -     | -        | -       | -        | 0,6%     | 0,5%          |
| 2009 | 0,6%  | -      | -    | -     | 0,7% | -     | -      | -     | -        | -       | -        | -        | 0,7%          |
| 2010 | -     | 1,0%   | 1,2% | 1,2%  | 1,0% | 1,0%  | 1,1%   | 1,1%  | 1,0%     | 1,1%    | 1,1%     | 1,3%     | 1,1%          |
| 2011 | 1,1%  | 0,9%   | -    | 1,0%  | 1,2% | 1,1%  | 1,2%   | 1,4%  | 1,1%     | 1,1%    | 1,2%     | 1,0%     | 1,1%          |
| 2012 | 1,0%  | 1,2%   | 1,1% | 1,1%  | 1,1% | 1,14% | 1,4%   | 1,3%  | 1,8%     | 1,5%    | 1,5%     | 1,5%     | 1,3%          |
| 2013 | 1,3%  | 1,3%   | 1,2% | 1,1%  | 1,1% | 1,1%  | 1,2%   | 1,2%  | 1,3%     | 1,1%    | 1,0%     | 1,1%     | 1,2%          |
| 2014 | 1,1%  | 0,9%   | 1,0% | 1,2%  | 1,0% | 1,1%  | 1,3%   | 1,4%  | 1,6%     | 1,6%    | 1,9%     | 1,4%     | 1,3%          |
| 2015 | 1,4%  | 1,4%   | 1,5% | 1,2%  | 1,3% | 1,4%  | 1,5%   | 1,4%  | 2,1%     | 1,4%    | 1,8%     | 1,4%     | 1,5%          |
| 2016 | 2,1%  | 1,5%   | 1,6% | 1,5%  | 1,3% | 1,4%  | 1,5%   | 1,4%  | 1,6%     | 1,6%    | 1,3%     | 1,2%     | 1,5%          |
| 2017 | 1,4%  | 1,5%   | 1,7% | 1,5%  | 1,5% | 1,5%  | 1,5%   | 2,2%  | 2,9%     | 3,3%    | 2,7%     | 2,1%     | 2,0%*         |
| 2018 | 1,9%  | 1,9%   | 2,2% | 2,0%  | 2,0% | 1,8%  | 1,5%   | 1,7%  | 1,7%     | 1,9%    | 1,7%     | 1,7%     | 1,8%          |
| 2019 | 1,5%  | 2,6%   | 3,1% | 3,0%  | 2,4% | 2,0%  | 1,7%   | 1,6%  | 2,1%     | 2,8%    | 2,1%     | 1,5%     | 2,2%          |
| 2020 | 2,1%  | 1,6%   | 2,6% | 2,1%  | 1,4% | 1,1%  | 1,6%   | 1,6%  | 1,4%     | 1,6%    | 1,4%     | 1,5%     | 1,7%          |
| 2021 | 1,6%  | 1,5%   | 1,3% | 1,4%  | 1,3% | 1,2%  | 1,4%   | 1,3%  | 1,5%     | 1,3%    | 1,3%     | 1,3%     | 1,4%          |
| 2022 | 1,3%  | 1,3%   | 1,4% | 1,3%  | 1,2% | 1,3%  | 1,7%   | 1,5%  | 1,6%     | 1,4%    | 1,3%     | 1,4%     | 1,4%          |
| 2023 | 1,2%  | 1,2%   | 1,1% | 1,1%  | 1,2% | 1,3%  | 1,5%   | 1,5%  | 1,6%     | 1,5%    | 1,7%     | 1,3%     | 1,3%          |
| 2024 | 1,4%  | 1,5%   | 1,5% | 1,5%  | 1,4% | 1,5%  | 1,5%   | 1,5%  | 1,5%     | 1,6%    | 1,9%     | 1,6%     | 1,5%          |
| 2025 | 1,4%  | 1,5%   | 1,6% | 1,6%  | 1,5% | 1,6%  | 1,8%   |       |          |         |          |          |               |

## Imatge
Les caretes del canal pretenen crear un espai que identifiqui el 3/24 amb una ciutat de la informació. El color distintiu de l'emissora és el taronja, que representa la calidesa i proximitat de la informació de la corporació pública. El plató és virtual, creat sobre un croma. Està totalment automatitzat: amb càmeres robotitzades i pantalles i ordinadors perquè el mateix conductor/a treballi des de plató.